# Медневиці (Мазовецьке воєводство)
Медневиці (пол. Miedniewice) — село в Польщі, у гміні Віскітки Жирардовського повіту Мазовецького воєводства.
Населення — 502 особи (2011).
У 1975-1998 роках село належало до Скерневицького воєводства.

## Демографія
Демографічна структура станом на 31 березня 2011 року:
|          | Загалом | Допрацездатний вік | Працездатний вік | Постпрацездатний вік |
| -------- | ------- | ------------------ | ---------------- | -------------------- |
| Чоловіки | 256     | 42                 | 181              | 33                   |
| Жінки    | 246     | 37                 | 140              | 69                   |
| Разом    | 502     | 79                 | 321              | 102                  |